# Blastula

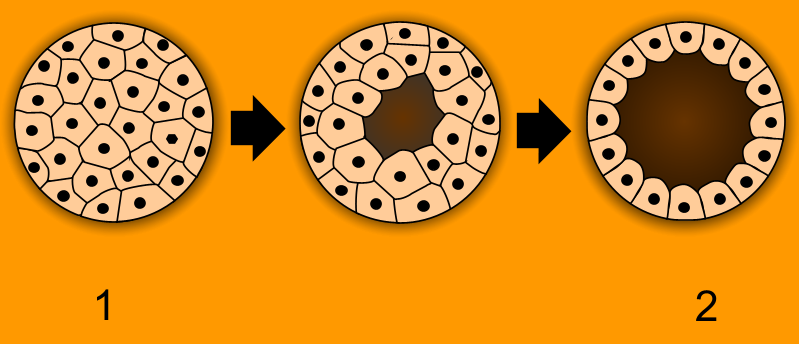
1 Morula, 2 Blastula

Die Blastula (von altgriechisch βλαστός blastos „Keim, Knospe, Spross“) ist ein frühes Embryonalstadium vielzelliger Tiere, das auf das Morula-Stadium folgt und die Furchung abschließt. Im engeren Sinne wird als Blastula nur der bei vielen Tieren vorkommende „Blasenkeim“ bezeichnet, der einen flüssigkeitsgefüllten Hohlraum umschließt, das sogenannte Blastocoel. Nach abgeschlossener Bildung der Blastula, der Blastulation, entwickelt sich als Folgestadium eine mehrschichtige Gastrula, deren Keimanlage oft unumkehrbar in zwei bis drei Keimblätter aufgeteilt wird.

## Typen

### Coeloblastula
Die Coeloblastula oder Archiblastula, auch Blasenkeim genannt, ist häufig kugelrund oder eiförmig und durch einen mehr oder weniger großen zentrisch oder exzentrisch gelegenen Hohlraum, das Blastocoel, gekennzeichnet. Sie wird oft als die typische Blastula angesehen. Sie kann einschichtig (zum Beispiel bei vielen Gewebelosen und Hydrozoen, sowie bei Moostierchen, Bärtierchen, Seegurken und Schädellosen) oder mehrschichtig sein (zum Beispiel bei einigen Skorpionen, allen Stören und Amphibien). Im Falle einer stark abgeplatteten einschichtigen Coeloblastula wird auch oft von einer Placula gesprochen, beispielsweise bei einigen Nesseltieren und Wenigborstern. Bei Seeigeln, Saitenwürmern und Igelwürmern kann es während der Blastulation zu einer vorzeitigen Bildung des mittleren Keimblatts (Mesoderm) kommen.

### Sterroblastula
Bei einer Sterroblastula fehlt der Hohlraum. Auch hier kommen ein- und mehrschichtige Blastulae vor. Beispiele hierfür sind Blumentiere, Eichelwürmer und Spritzwürmer. Kahlhechte (Gattung Amia) haben eine vielschichtige Sterroblastula mit synzytialen Kernen.

### Discoblastula
Eine Discoblastula („Keimscheibe“) entsteht bei Tierarten mit Diskoidalfurchung, zum Beispiel bei Reptilien, Vögeln und Kloakentieren.

### Periblastula
Bei Tierarten mit einer superfiziellen Furchung spricht man von einer Periblastula. Da die meisten Insekten, aber auch einige andere Tiere in dieser Weise furchen, ist die Periblastula gemessen an der Artenzahl der häufigste Blastula-Typ.

### Spezialfall Blastocyste
Beutelsäuger und Höhere Säugetiere bilden keine Blastula, sondern eine Blastocyste. Hier differenziert sich schon in diesem Stadium an einer Stelle der Wand der Hohlkugel ein Zellhaufen, aus dem später der Embryo entsteht (Embryoblast), während der Rest des Keimes (Trophoblast) sich zu embryonalen Hilfsorganen ausbildet. Die Blastocystenhöhle ist nicht homolog mit dem Blastocoel der Coeloblastula, sondern entspricht der frühzeitigen Bildung des Innenraums des Dottersacks von Reptilien, Vögeln und Kloakentieren. Deshalb wird die Blastocyste oft der Blastula gegenübergestellt.